# 愛馬力體育館
傲马力体育馆（Amalie Arena）是美国佛罗里达州坦帕市的一座多功能体育馆，用于举办冰球、篮球、室内美式橄榄球比赛，演唱会及其他活动。它是北美國家冰球聯盟（NHL）坦帕湾闪电队的主场。

## 外部連結
- 官方网站